# Erik Julin
Erik Julin (ur. 27 lutego 1906 w Lerbo, zm. 1990) – szwedzki botanik (ranunkulolog).

## Dane biograficzne
Jego rodzicami byli Ragnar Julin i Alma Lovisa Vilhelmina z domu Bolinder. Erik Julin wychował się na farmie w Ellesta. Studiował w Uppsali i Sztokholmie. W 1948 uzyskał stopień doktora na podstawie rozprawy o roślinności okolic Vessers udde w gminie Linköping. Zajmował się także dżdżownicami. Był współpracownikiem Szwedzkiego Muzeum Historii Naturalnej, a potem pracował jako nauczyciel szkoły średniej w Nyköping. Jego żona Kirsten z domu Sundberg była również nauczycielką; miał cztery córki.

## Znaczenie w historii nauki

### Osiągnięcia
W 1961 Erik Julin rozpoczął badania nad jaskrami różnolistnymi, których centrum różnorodności znajduje się w południowej Skandynawii. W szeregu monografii i mniejszych prac opisał liczne nowe taksony jaskrów z tego obszaru. W owym czasie mikrogatunki te ujmowano w randze podgatunków, natomiast obecnie najczęściej przyznaje się im rangę gatunków. Przykładami opisanych przez tego autora taksonów są:
- Ranunculus almquistii (Julin) Ericsson[12] ≡ Ranunculus auricomus subsp. almquistii Julin[13][14], znany z licznych stanowisk w południowej Szwecji[6];
- Ranunculus djuloeensis (Julin) Ericsson[15] ≡ Ranunculus auricomus subsp. djuloeensis Julin[16], znany z jednego stanowiska w okolicach Stora Malm(inne języki)[6].

Jest przede wszystkim zasługą Julina, że flora jaskrów różnolistnych Sudermanii jest jedną z najlepiej poznanych na świecie; znanych jest stamtąd 249 gatunków.

### Wybrane publikacje
- Vessers udde: mark och vegetation i en igenväxande löväng vid Bjärka-Säby (1948)[4]
- De svenska daggmaskarterna (1949)[5]
- Der Formenkreis des Ranunculus auricomus L. in Schweden (1963[17]; 1965[18]; 1966, wspólnie z Johnem Axelem Nannfeldtem[19]; 1967[20])
- Some Bothnian subspecies in the Ranunculus auricomus complex: origin and dispersal (1977)[21]
- New subspecies of Ranunculus auricomus from Västmanland (1978)[13]
- Ranunculus auricomus L. in Södermanland (1980)[6]

## Upamiętnienie
Na jego cześć nazwano gatunek jaskra Ranunculus julinii Ericsson, znany z Olandii.